# الجمعية الأمريكية لموظفي الطرق السريعة والنقل
الجمعية الأمريكية لموظفي الطرق السريعة والنقل (بالإنجليزية: American Association of State Highway and Transportation Officials)‏ واختصاراً AASHTO وتشتهر بالاسم المختصر أشتو هي هيئة غير حكومية إلا أنها تمتلك صلاحيات شبه حكومية، تأسست أشتو في عام 1914، تضع المعايير التي تعنى بالمواصفات والبروتوكولات ومراقبة الجودة والمبادئ التوجيهية التي تستخدم في تصميم الطرق السريعة والبناء في كل أنحاء الولايات المتحدة. وعلى الرغم من اسمها، إلا أن الجمعية لا تهتم بالطرق السريعة فقط ولكن بالهواء والسكك الحديدية والمياه والمواصلات العامة كذلك.

## وصلات خارجية
- الموقع الرسمي